# Paka (rod)
Paka (Cuniculus) je rod neotropických hlodavců, jediný zástupce čeledi pakovití (Cuniculidae).

## Systematika a evoluce
Paky (Cuniculus) byly historicky klasifikovány v rámci čeledi agutiovitých (Dasyproctidae), kde tvořily podčeleď Agoutinae. Došlo však k jejich osamostatnění (podpořeno např. studií Rowe & Honeycutt, 2002), v současném systému tak vystupují jako jediný rod samostatné čeledi pakovitých (Cuniculidae, zastarale Agoutidae). Z hlediska českého obecného názvosloví může přinášet zmatky skutečnost, že rod Cuniculus byl původně popsán pod odborným jménem Agouti, české jméno „aguti“ se však používá pouze pro zástupce rodu Dasyprocta z čeledi agutiovitých.
Pakovití spoluutvářejí klad dikobrazočelistných hlodavců Cavioidea. Jde o blízké příbuzné agutiovitých a morčatovitých (Caviidae), přičemž vůči agutiovitým mohou vystupovat jako sesterský taxon. Tento příbuzenský vztah však nemusí být jednoznačný. Z hlediska morfologických znaků se paky od agutiovitých liší počtem prstů, tvarem lebky či vzorem srsti. Podle odhadů molekulárních hodin paky divergovaly před asi 23 miliony lety, spolehlivé fosilní doklady však pocházejí teprve z konce pleistocénu. Jde o jednu z mála linií jihoamerických savců, která v průběhu migračních vln po vytvoření pevninské šíje mezi oběma Amerikami – tedy během tzv. velké americké výměny – úspěšně kolonizovala severní kontinent.
Tradičně se rozeznávají dva druhy pakovitých hlodavců:
- Cuniculus paca (Linnaeus, 1766) – paka nížinná;
- Cuniculus taczanowskii (Stolzmann, 1865) – paka horská.

Z roku 2010 pochází oficiální popis třetího druhu, Cuniculus hernandezi Castro et al., 2010, jeho platnost nicméně byla posléze zpochybněna.

## Popis

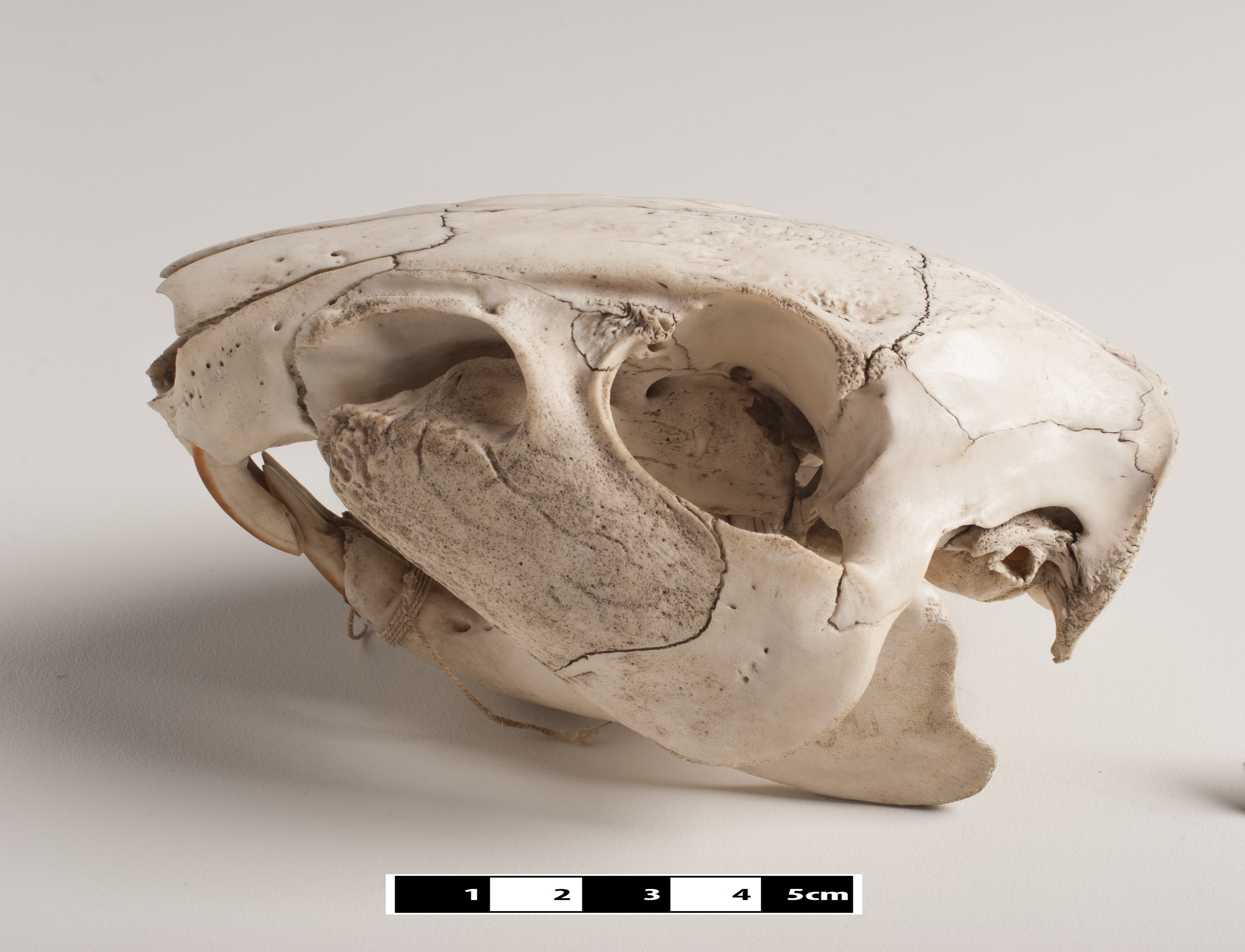
Lebka

Pakovití patří mezi největší žijící hlodavce, dosahují velikosti 50–77 cm (bez ocasu) a hmotnosti mezi 6 až 14 kg. Jde o robustně stavěná zvířata s krátkým ocasem, hranatým profilem hlavy a drobnýma ušima. Končetiny, přestože jsou relativně robustní, působí v případě tak mohutného zvířete spíše subtilním dojmem. Na předních končetinách vyrůstají čtyři prsty a zbytkový palec, nejsou příliš obratné při zacházení s potravou. Zadní nohy jsou delší než přední, se zmenšeným prvním a pátým prstem, jež se při chůzi jen zřídka dotýkají země. Paky svým vzhledem představují novosvětskou analogii některých malých druhů kopytníků, jako je kančil vodní (Hyemoschus aquaticus), dokonce i jejich nehty připomínají malá kopýtka. Hrubá srst má červenohnědé zbarvení, vespod je světlejší, a po obou stranách ji zdobí několik linií světlých skvrnek. Na kůži mladých jedinců vyrůstají rohovinové šupinky, zřejmě s ochrannou funkcí. Celkový zubní vzorec činí 1/1, 0/0, 1/1, 3/3 = 20 zubů, silně osvalené čelisti a mohutné zuby umožňují louskat i tvrdé plody. Jedinečným znakem lebky je specificky modifikovaný jařmový oblouk, který zřejmě slouží jako rezonátor a zesiluje vydávané zvuky. Pozoruhodným typem vokalizace je skřípání zuby, které paky vydávají v případě ohrožení.

## Chování a ekologie

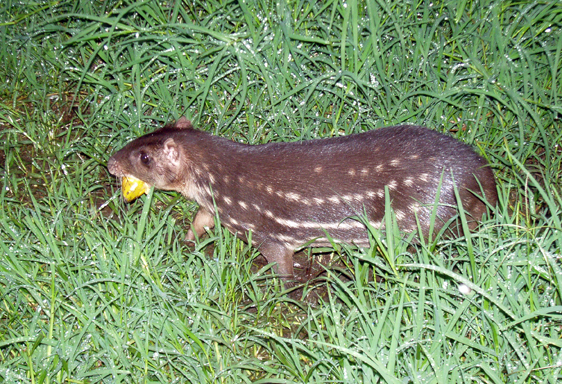
Paka

Paky žijí v tropických lesích podél potoků a řek, přičemž paka horská, jež se vyskytuje na severozápadě Jižní Ameriky, obývá nadmořské výšky až po 4000 m. Ve vhodných stanovištích žijí ve velmi hustých populacích, které mohou čítat až 350 dospělců na 1 km2. Paky si vyhrabávají nory v březích, případně odpočívají v dutých kládách nebo mezi kameny. Jde o zdatné plavce a v případě ohrožení se často skrývají ve vodě, přičemž pod hladinou vydrží až 15 minut bez nadechnutí. Ve vodě často probíhá i kopulace. Na souši paky nejsou tolik obratné. V odlehlých oblastech bývají aktivní ráno a v pozdní odpoledne, ale při vysokém loveckém tlaku přecházejí na striktně noční aktivitu. Paky se krmí plody stromů a keřů rostoucích v podrostu, rovněž spadanými plody z vyšších stromových pater, stejně jako listy, poupaty, květy či houbami. Sezónní poklesy v dostupnosti ovoce kompenzují nabíráním tukových zásob. V ekosystému hrají roli rozptylovačů semen, ovšem méně účinných ve srovnání s agutiovitými. Pokud pronikají do zemědělských oblastí, mohou se z nich stát vážní škůdci na plodinách. Chybějící minerály často doplňují návštěvami solných lizů, vykazují také koprofágii a podobně jako pro zajícovce je pro ně typická tvorba dvojího trusu.
Paky představují sezónně se množící K-stratégy. Ve vhodných podmínkách však mohou mít i několik vrhů ročně, přičemž období laktace se v takovém případě překrývá s březostí, jež trvá 114–119 dní. Životní strategie pakovitých koresponduje s tím, že bývají vystaveny silnému loveckému tlaku ze strany četných predátorů. Nejčastěji jediné mládě se proto rodí již osrstěné a s otevřenýma očima a samice jej brzy po porodu odvede do jedné z připravených nor, jež je natolik úzká, že se sem neprotáhne ani ona sama. Takový úkryt však zároveň představuje místo dobře chráněné před útoky šelem. Mláďata mohou přijímat pevnou potravu již v asi šesti týdnech, pod ochranou matky nicméně mohou trávit mnoho měsíců. Paky se dožívají až 13 let, ve volné přírodě je však takový věk nepravděpodobný.
Ačkoli nejsou považovány za ohrožené, lov (mj. pro ceněné maso) a ztráta stanovišť vedly v mnohých oblastech k výraznému propadu populací.